# NGC 6301
NGC 6301 (другие обозначения — IC 4643, UGC 10723, MCG 7-35-34, ZWG 225.49, IRAS17069+4224, PGC 59681) — спиральная галактика (Sc) в созвездии Геркулес.
Этот объект входит в число перечисленных в оригинальной редакции «Нового общего каталога».